# Муравлівка
Муравлі́вка — село в Україні, у Саф'янівській сільській громаді, Ізмаїльського району, Одеської області. Населення становить 1213 осіб.

## Географія
Розташоване біля озера Китаю, за 50 км від районного центру і за 25 км від залізничної станції Дзинілор.

## Історія
12 червня 2020 року, відповідно до Розпорядження Кабінету Міністрів України від № 724-р «Про визначення адміністративних центрів та затвердження територій територіальних громад Одеської області», увійшло до складу Саф'янівської сільської територіальної громади.
19 липня 2020 року, в результаті адміністративно-територіальної реформи і ліквідації Ізмаїльського (1940  – 2020) району, село увійшло до складу новоутвореного Ізмаїльського району.

## Населення
Згідно з переписом 1989 року населення села становило 1260 осіб, з яких 558 чоловіків та 702 жінки.
За переписом населення 2001 року в селі мешкало 1185 осіб.

### Мова
Розподіл населення за рідною мовою за даними перепису 2001 року:
| Мова       | Відсоток |
| ---------- | -------- |
| російська  | 94,15 %  |
| українська | 2,89 %   |
| румунська  | 1,98 %   |
| болгарська | 0,49 %   |
| гагаузька  | 0,25 %   |
| циганська  | 0,16 %   |

## Історія
Село засноване у 1813 році росіянами-старообрядцями на місці татарського поселення. Основним заняттям населення було рільництво, городництво та садівництво.
Під час румуно-боярської окупації в селі діяла підпільна організація, яка мала зв'язки з Ізмаїльською підпільною комуністичною організацією. Її учасники взяли активну участь у татарбунарському повстанні. у жовтні 1924 року діяльність Муравлівської організації було припинено.
За радянських часів на території села розташований колгосп імені XXII з'їзду КПРС, у володінні якого 3771 га землі, у так як виноградників — 359 га, що спеціалізувалося на виноградарстві. Господарство займається також рільництвом, тваринництвом, птахівництвом, городництвом, садівництвом, розведенням тутового шовкопряда. Допоміжні підприємства — млин, пилорама, цегельний завод, столярна, бондарна та механічні майстерні, крупорушка, виноробня.
Колгоспом імені XXII з'їзду КПРС у 1967 році тут зібрано по 29,7 цнт озимої пшениці, 76,8 цнт винограду з гектара. Ланкова городницької бригади М. І. Колодєєва, яка вирощує пересічно по 11 тонн картоплі з кожного га, за успіхи в овочівництві в 1966 році нагороджена орденом Леніна.
У Муравлівці є восьмирічна школа, дві бібліотеки, народний університет культури, Будинок культури на 550 місць. До послуг жителів швейна майстерня. Відома в районі шкільна піонерська організація юних слідопитів, які вивчають літопис знаменних подій в селі. Досліджуючи документи та реліквії, школярам вдалося встановити історію сільської підпільної організації, що діяла під час румунської окупації, та імена односельців загиблих під час німецько-радянської війни, які поховані у братській могилі. На братській могилі споруджено пам'ятник загиблим воїнам.

## Відомі люди
Народилися
- Говоров Пилип Парамонович (нар. 1948) — український науковець, енергетик, доктор технічних наук, професор кафедри світлотехніки та джерел світла Харківський національний університет міського господарства імені О. М. Бекетова, академік, засновник наукової школи з електропостачання та освітлення міст.
- Тимофєєв Валерій Якович — український освітянин, педагог, громадський діяч.